# セゼン・アクス
セゼン・アクス（Sezen Aksu, 1954年7月13日 - ）は、トルコのシンガーソングライター・音楽プロデューサー。
4000万枚以上のアルバムを売り上げているトルコ音楽の大御所的存在であり、「トルコポップの女帝」と呼ばれる。

## 経歴
トルコ・デニズリ県サライコイに出生。3歳のとき、家族でイズミルに移り、以降この町で育った。高校卒業後、イズミルのエーゲ大学で農業を学びはじめたが、音楽の道に集中するため中退。
1975年に最初のシングル「Haydi Şansım/Gel Bana」を、セゼン・セレイ (Sezen Seley) 名義で発表。この時はほとんど注目を集めなかったが、翌1976年、シングル「Olmaz Olsun/Vurdumduymaz」がトルコ国内チャート第1位を獲得した。1978年にアルバム『セルチェ』(Serçe) を発表。「スズメ」を意味するこのアルバム名は、以後彼女の愛称となった。
1980年代、アクスはプロデューサーのオンノ・トゥンチと組み、トルコの音楽業界で成功をおさめた。トゥンチはまた、当時プライベートでも彼女のパートナーであった。アクスの音楽は1990年代に成熟し、彼女のアルバムで最も売れた作品である『ギュルムセ』(Gülümse) をトゥンチと制作した。このアルバムの1曲目に収められている「Hadi Bakalım」はトルコやヨーロッパでヒットとなり、ドイツではシングルカットされた。この時期、アクスはアシュクン・ヌル・イェンギのデビューアルバム『Sevgiliye』で、プロデューサーとしての活動も開始。その後、同様にセルタブ・エレネルやレヴェント・ユクセルのプロデュースを手がけ、彼らの成功を後押ししている。
1995年にはトゥンチと袂を分かち、実験的なアルバム『Işık Doğudan Yükselir』で西欧のクラシック音楽とトルコの伝統音楽の融合を試みた。1996年、この年飛行機事故で亡くなったトゥンチに捧げるアルバム『Düş Bahçeleri』を発表。1997年にはゴラン・ブレゴヴィッチとのコラボレーションで『喜びも悲しみも』(Düğün ve Cenaze) を発表した。
1998年、『Adı Bende Saklı』で原点回帰。実験的なサウンドを押し出すようになり、続く『デリヴェレン』(Deliveren)、元スパークスのベーシストであるマーティン・ゴードンをエンジニアに迎えた『Şarkı Söylemek Lazım』、そして『ヤス・ビトメデン：夏が終わる前に』(Yaz Bitmeden) のアルバムでもこの傾向を続けた。2年間の休業後、2005年の『バハネ』(Bahane) で復帰。同年はさらに『カルデレン』(Kardelen) を発表後、『バハネ』のリミックス盤も発売。『バハネ』『カルデレン』と再発された『Şarkı Söylemek Lazım』は、この年トルコで最も売れたアルバムのベスト3であった。この年は、トルコ系ドイツ人のファティ・アキンが監督したドキュメタリー映画『クロッシング・ザ・ブリッジ サウンド・オブ・イスタンブール』に出演した。
2007年10月7日には、ロンドンのロイヤル・アルバート・ホールで公演を行った。ロイヤル・アルバート・ホールに出演を果たしたトルコ人のアーティストとしては、ゼキ・ミュレンに続いて2人目であった。
アクスは4回結婚し、4回とも離婚しているが、歌手デビュー当時に結婚していた2番目の夫の姓である「アクス」を名乗り続けている。3番目の夫との間に生まれた息子（1981年生）がいる。

## 影響
トルコの音楽業界におけるアクスの影響は、2003年のユーロビジョン・ソング・コンテストで優勝したセルタブ・エレネルなど他の歌手を支援してきたことによってさらに強まっている。タルカンとの共同作業からは数々のヒット曲が生まれ、またゴラン・ブレゴヴィッチとのコラボレーションは国外のファンをさらに広げた。
その影響はトルコポップだけでなく広くワールドミュージックにも及び、特にバルカン半島やギリシャでの支持が強い。これは、1970年代にトルコからのディアスポラがギリシャにやってきた際、彼らによってトルコ音楽の嗜好がギリシャ国内に持ち込まれ、その中にアクスの音楽も含まれていたためである。ハリス・アレクシーウやヨルゴス・ダラーラスといったギリシャのミュージシャンも、アクスの影響を語っている。
アクスはまた、ヨーロッパやアメリカでも公演を行い、高い評価を得た。
本業の音楽以外でも、トルコにおける女性の権利、環境問題、教育制度改革などの問題について関わっている。2013年の公演ではトランスジェンダーの女優アイタ・ソゼリとともにパフォーマンスを行ったのちにLGBT運動のシンボルであるレインボーフラッグを掲揚し、ステージ上でLGBT支持を公然と表明した初のトルコのアーティストとなった。

## ディスコグラフィー
- Allahaısmarladık ファースト・アルバム（1977年）
- Serçe セルチェ（1978年）
- Sevgilerimle（1980年）
- Ağlamak Güzeldir（1981年）
- Firuze（1982年）
- Sen Ağlama（1984年）
- Git...（1986年）
- Sezen Aksu '88（1988年）
- Sezen Aksu Söylüyor（1989年）
- Gülümse（1991年）
- Deli Kızın Türküsü イカれた少女のバラード（1993年）
- Işık Doğudan Yükselir（1995年）
- Düş Bahçeleri（1996年）
- Düğün ve Cenaze 喜びも悲しみも（1997年）
- Adı Bende Saklı（1998年）
- Deliveren デリヴェレン（2000年）
- Şarkı Söylemek Lazım（2002年）
- Yaz Bitmeden ヤス・ビトメデン：夏が終わる前に（2003年）
- Bahane バハネ（2005年）
- Bahane Remixes（2005年）
- Kardelen カルデレン（2005年）
- Deniz Yildizi ヒトデ（2008年）
- Yürüyorum Düş Bahçeleri'nde...（2009年）
- Öptüm オプテュム（2011年）
- Öptüm Remix（2011年）
- Kayıp Şehir（2013年）
- Yeni ve Yeni Kalanlar（2014年）
- Biraz Pop Biraz Sezen ビラズ・ポップ・ビラズ・セゼン（2017年）
- Biraz Pop Biraz Sezen Remix（2017年）
- Demo（2018年）
- Demo 2（2022年）

## ミュージカル
- Sezen Aksu Aile Gazinosu（1982年）
- Bin Yıl Önce Bin Yıl Sonra（1986年）